# Paltin (okręg Vrancea)
Paltin – wieś w Rumunii, w okręgu Vrancea, w gminie Paltin. W 2011 roku liczyła 1146
mieszkańców